# Porto de Imbituba
Porto de Imbituba är en hamn i Brasilien.   Den ligger i delstaten Santa Catarina, i den södra delen av landet, 1 400 km söder om huvudstaden Brasília.  Närmaste större samhälle är Imbituba, 2,2 km sydväst om Porto de Imbituba.
Runt Porto de Imbituba är det i huvudsak tätbebyggt.